# 1857 na ciência

## Eventos
- Friedrich August Kekulé von Stradonitz criou a Teoria da Tetracovalência do carbono.[1]

## Nascimentos
| Data            | Nome                   | Profissão                           | Nacionalidade                         | Observações                                                                                     | Ref               |
| --------------- | ---------------------- | ----------------------------------- | ------------------------------------- | ----------------------------------------------------------------------------------------------- | ----------------- |
| 22 de fevereiro | Heinrich Hertz         | físico                              | Alemanha                              | m. 1894                                                                                         |                   |
| 14 de junho     | John Edward Marr       | geólogo                             | Reino Unido da Grã-Bretanha e Irlanda | m. 1933 Medalha Lyell 1900 Medalha Wollaston 1914 Medalha Real 1930                             | [ 2 ] [ 3 ] [ 4 ] |
| 8 de agosto     | Henry Fairfield Osborn | geólogo, paleontólogo e eugenicista | Estados Unidos                        | m. 1935 Medalha Geográfica Cullum 1919 Medalha Wollaston 1926 Medalha Daniel Giraud Elliot 1929 | [ 5 ] [ 3 ] [ 6 ] |

## Mortes
| Data            | Nome                   | Profissão               | Nacionalidade         | Observações                    | Ref   |
| --------------- | ---------------------- | ----------------------- | --------------------- | ------------------------------ | ----- |
| 28 de fevereiro | André Hubert Dumont    | geólogo e mineralogista | Reino da Holanda      | n. 1809 Medalha Wollaston 1840 | [ 3 ] |
| 20 de março     | Pierre Armand Dufrenoy | geólogo e mineralogista | Reino da França       | n. 1792 Medalha Wollaston 1843 | [ 3 ] |
| 12 de agosto    | William Conybeare      | geólogo e paleontólogo  | Reino da Grã-Bretanha | n. 1787 Medalha Wollaston 1844 | [ 3 ] |

## Prémios
Medalha Copley
- Michel Eugène Chevreul[7]